# Clay (Alabama)
Clay – miasto w Stanach Zjednoczonych, w stanie Alabama, w hrabstwie Jefferson. W roku 2023 miasto zamieszkiwało 10 221 osób, a gęstość zaludnienia wynosiła 381,4 osoby/km².